# Saint-Jean-de-Serres
Saint-Jean-de-Serres è un comune francese di 525 abitanti situato nel dipartimento del Gard, nella regione dell'Occitania.

## Società

### Evoluzione demografica
Abitanti censiti